# Ada Góth-Löwith
Ada Góth-Löwith, (Wenen, 30 juni 1878 - Veere, 26 oktober 1950), geboren als Adele Löwit, was een van oorsprong Hongaarse kunstschilder.

## Biografie
Ze werd geboren in Wenen, dat in die tijd in Oostenrijk-Hongarije lag. Er is weinig over haar bekend. Als echtgenoot van de kunstschilder Maurice Góth besteedde zij haar tijd vooral als huisvrouw en moeder van de latere kunstschilder Sárika Góth. Zij had Maurice leren kennen aan de academie in München, maar ook wordt wel gezegd dat zij elkaar ontmoetten in kunstenaarsdorp Nagybánya, in het huidige Roemenië, destijds Oostenrijk-Hongarijë. 

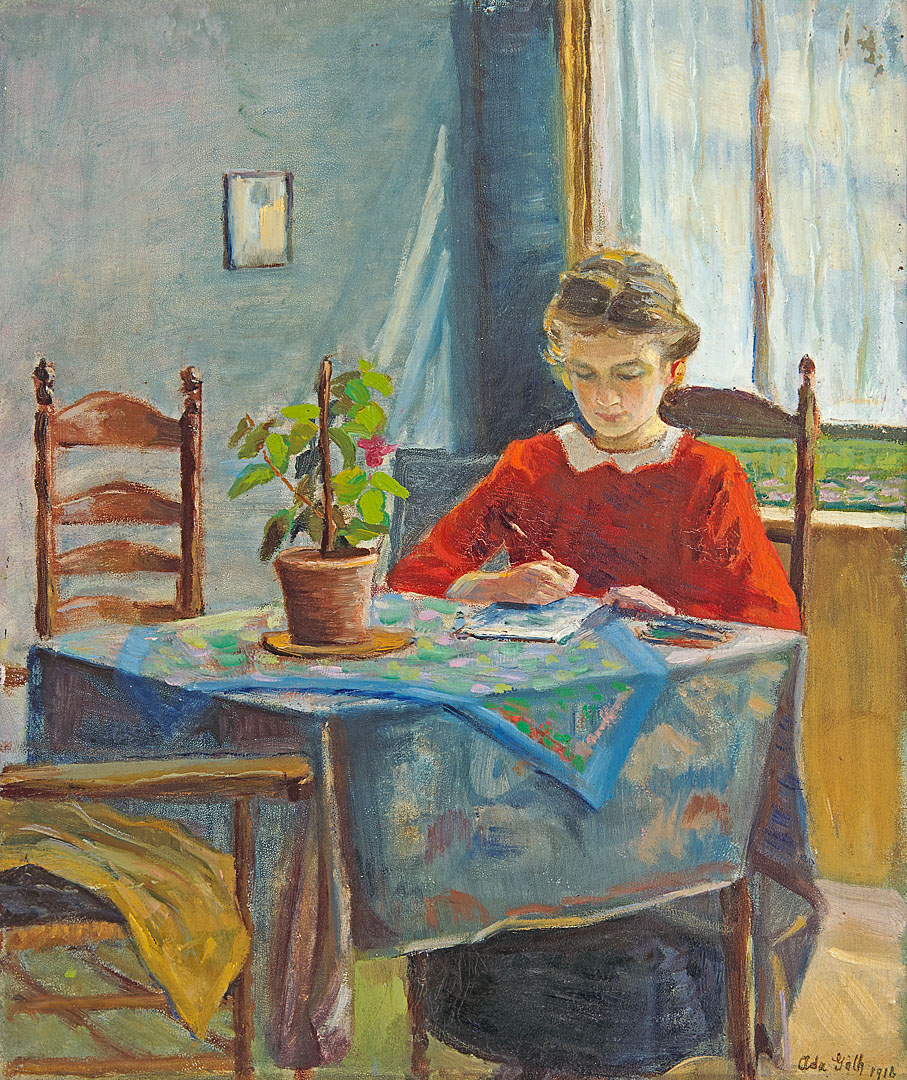
Portret van haar dochter Sarika

Het gezin was voor een vakantie aan de Belgische kust toen in 1914 de Eerste Wereldoorlog uitbrak. Zij vluchtten vervolgens naar Zeeland en woonden eerst in Domburg en daarna in Veere. In Domburg was zij onderdeel van de kunstenaarskolonie aldaar. Later werd zij gerekend tot de Veerse Joffers .

## Werk
Góth-Löwith maakte schilderijen in olieverf, tekeningen en etsen.
- Gemeinsame Normdatei: 122711971
- International Standard Name Identifier: 0000 0001 1050 1667
- Library of Congress Control Number: nr00038518
- Nederlandse Thesaurus van Auteursnamen: 217391346
- Virtual International Authority File: 30426474

Claire Bonebakker · Mies Callenfels-Carsten · Anneke van der Feer · Lucie van Dam van Isselt · Ada Góth-Löwith · Sárika Góth · Jemmy van Hoboken · Ina Rahusen · Bas van der Veer